# Alberto Guillén
Alberto Guillén Paredes (Arequipa, 20 de enero de 1897-Mollendo, 20 de octubre de 1935) fue un poeta peruano. Junto con Alberto Hidalgo fue el más representativo poeta arequipeño de inicios del siglo XX. «Fue un poeta de talento poco común y de una gran fecundidad al que frustraron en parte una desmedida egolatría y la enfermedad que tempranamente segó su vida. No obstante alcanzó a componer obra importante».

## Biografía
Sus padres fueron Manuel M. Guillén Amat y Zoila Victoria Paredes. Cursó estudios en el Colegio Nacional de la Independencia Americana de su ciudad natal (1909 - 1912). Trasladado a Puno, concluyó la secundaria en el Colegio Nacional San Carlos.
De retorno en Arequipa, estudió Letras y Derecho en la Universidad Nacional de San Agustín. En 1917 ganó un premio en un concurso poético promovido por el diario El Heraldo, lo que alentó su temprana vocación de poeta. En 1918 publicó su primer poemario, titulado Prometeo. En sus inicios poéticos quiso sin duda emular a Alberto Hidalgo, coterráneo y coetáneo suyo, y probablemente seguir los pasos de Abraham Valdelomar, el «poeta de moda» de entonces.

Físicamente era de estatura menos que mediana, ancho de hombros, de nariz aguileña, sonrisa fácil, cabello abundante, los ojos burlones tras unos quevedos innecesarios.

En 1920 se trasladó a Lima, llevado por los miembros del Primer Congreso de Estudiantes reunido en el Cuzco. Según Luis Alberto Sánchez, «llegó decidido a conquistar la capital». Frecuentó las redacciones de diarios y Palacio de Gobierno. Con el auspicio del presidente Augusto B. Leguía obtuvo una beca a España; allí publicó un libro, titulado La linterna de Diógenes (Madrid, 1922), construido a base de entrevistas a escritores peruanos y españoles que vivían entonces en la capital española.  De estilo punzante y corrosivo, dicha obra le dio una efímera popularidad en los medios literarios hispanohablantes. 
De vuelta en el Perú, obtuvo el primer premio en los Juegos Florales Universitarios (1923). Nuevamente partió al extranjero con la misión de hacer propaganda a su país. Pasó por México y Cuba (1924), pero imbuido de nostalgia, volvió a Lima. Su definitiva consagración poética en las letras hispanoamericanas llegó gracias a su «Oda a Bolívar», con el que ganó un concurso continental promovido en homenaje al centenario de la batalla de Ayacucho.
En 1926 se retiró a la tranquilidad hogareña, pero poco después recorrió Cuzco y Puno. En 1929 emprendió nuevamente viaje al exterior, al ser nombrado secretario de la legación en Río de Janeiro, en Brasil, cargo en el que no duró mucho pues al año siguiente se produjo la caída del presidente Leguía (1930).
Pasó a Chile y residió por breve tiempo en Santiago. En 1932 retornó al Perú, donde falleció víctima de una enfermedad.

## Obras

### Poemarios
- Prometeo (1917).
- Deucalión (1920 y 1921).
- La imitación de nuestro señor Yo (1921).
- Laureles (1925), poesías eglógicas.
- Epigramas (1929).
- Cancionero (1935), escritos poco antes de la muerte del poeta, y en el que son de destacar las poesías de corte moralista.

### Otras obras
- La linterna de Diógenes (1920), reportajes irreverentes a escritores peruanos y españoles.
- El libro de las parábolas (1921), reunión de aforismos y versos breves, inspirados en las greguerías de Ramón Gómez de la Serna y los haikais japoneses.
- Corazón infante (1923), novela corta.
- Breve antología peruana (1930), antología de poetas peruanos.
- Poetas jóvenes de América (1930), antología de poetas americanos.
- Leyenda patria (1935), apologías en torno a tres momentos críticos de la historia peruana.

## Crítica
Alberto Guillén heredó de la generación "colónida" el espíritu iconoclasta y ególatra. Extremó en su poesía la exaltación paranoica del yo. Pero, a tono con el nuevo estado de ánimo que maduraba ya, tuvo su poesía un acento viril. Extraño a los venenos de la urbe, Guillén discurrió, con rústico y pánico sentimiento, por los caminos del agro y la égloga. Enfermo de individualismo y nietzscheanismo, se sintió un superhombre. En Guillén la poesía peruana renegaba, un poco desgarbada pero oportuna y definitivamente, sus surtidores y sus fontanas.
José Carlos Mariátegui

Fue el suyo un parpadeo luminoso, gloria demasiado perecedera. No trajo nuevos elementos a la lírica peruana, excepto subrayar el desplante egotístico y poner en circulación, con profusa insistencia, el “prosaísmo deliberado”. En el fondo Guillén nunca dejó de ser provinciano y campesino. Todo su esfuerzo de diez años (1919-1929) consistió en parecer cosmopolita y despreocupado. A pesar del ruido que promovía en vida, a su muerte se apagó su nombre como el brillo de una estrella fugaz.
Luis Alberto Sánchez